# Atletica leggera ai Giochi della XIV Olimpiade - Lancio del giavellotto femminile

Video della Finale (il lancio vincente della Bauma)

La competizione del lancio del giavellotto femminile di atletica leggera ai Giochi della XIV Olimpiade si è disputata il giorno 31 luglio 1948 allo Stadio di Wembley a Londra

## L'eccellenza mondiale
| Camp.ssa europea 1946     | 46,25     | Klavdija Majučaja     | URSS assente |
| Miglior prest.ne mondiale | 50,32 '47 | Klavdija Majučaja     | URSS assente |
| Primatista stagionale     | 48,70     | Natalija Smirnitskaja | URSS assente |

## Risultati
Le 15 atlete iscritte sono ammesse direttamente alla finale.

### Finale
L'austriaca Bauma era già stata presente a Berlino 1936, dove aveva perso il bronzo per soli 14 cm.

Questa volta, a 33 anni, non sbaglia nulla e vince la gara.
La medaglia d'oro vinta dalla Bauma è l'unica conquistata dall'Austria nell'atletica femminile nel XX secolo.
| Pos.    | Atleta                  | Età | Nazione        | Misura |
| ------- | ----------------------- | --- | -------------- | ------ |
| Oro     | Herma Bauma             | 33  | Austria        | 45,57  |
| Argento | Kaisa Parviainen        | 33  | Finlandia      | 43,79  |
| Bronzo  | Lily Carlstedt-Kelsby   | 22  | Danimarca      | 42,08  |
| 4       | Dorothy Dodson          | 29  | Stati Uniti    | 41,96  |
| 5       | Jo Teunissen-Waalboer   | 29  | Paesi Bassi    | 40,92  |
| 6       | Johanna Koning          | 25  | Paesi Bassi    | 40,33  |
| 7       | Dana Ingrová-Zátopková  | 25  | Cecoslovacchia | 39,94  |
| 8       | Elisabeth Dammers       | 26  | Paesi Bassi    | 38,23  |
| 9       | Gerda Schilling-Staniek | 23  | Austria        | 38,01  |
| 10      | Ingrid Almqvist         | 20  | Svezia         | 37,26  |
| 11      | Melania Sinoracka       | 25  | Polonia        | 35,74  |
| 12      | Theresa Manuel          | 22  | Stati Uniti    | 33,82  |
| 13      | Nicole Saeys            | 23  | Belgio         | 31,77  |
| 14      | Katherine Long          | 27  | Gran Bretagna  | 30,29  |
| 15      | Gladys Clarke           | 25  | Gran Bretagna  | 29,59  |